# Blóð
Blóð (isländisch Blut) ist eine 2018 gegründete Doom-Metal-Band.

## Geschichte
Ulrich „Dagoth“ Wegrich von Otargos gründet Blóð gemeinsam mit seiner Ehefrau Anne Wegrich, auch Anne Nouk oder Anne Lynn, von LYNN. Das Paar empfand aus ihrem ehelichen Alltag den Impuls zum gemeinsamen Projekt als ganz natürlichen Weg. Die Idee zur Stilrichtung wurde von beiden getragen.

« On ne s’est pas trop posé de questions quand on a lancé Blóð. On a juste suivi nos idées, sans chercher à copier un groupe en particulier. »

„Wir haben keine Richtungsfragen diskutiert, als wir Blóð gründeten. Wir sind einfach unseren eigenen Ideen gefolgt, ohne zu versuchen irgendeine Band zu kopieren.“

Das Duo debütierte 2020 mit einem selbstbetitelten Album über MusikÖEye. Nach der wohlwollend rezipierter Veröffentlichung als „exzellent“ und „mehr als vielversprechend“ beging das Duo mehrere Konzerte in Frankreich. Die Performance gestaltete Blóð intim mit spärlichem Einsatz roten Lichts, Kerzen und Räucherwerk, was eine „Atmosphäre im Einklang mit der Musik“ erzeugen und auf das Publikum übertragen sollte. Nach ersten Versuchen mit einem Drumcomputer und der Übernahme des Bassspiels durch Anna Wegrich  entschied das Duo sich gegen diese Konstellation und engagierte Musiker um eine bestmögliche und konzentriertere Darbietung zu gewährleisten.
Ein Jahr später erschien das zweite Album Serpent über Malpermesita Records. Dabei behielt das Duo den Stil des Debüts bei, nahm jedoch neue Elemente auf und richtete Serpent als Konzeptalbum um das Thema Hexerei aus. Das Album wurde bereits nach der Veröffentlichung hoch gelobt und zu den besten des Jahres erklärt. Retrospektiv wurde es vom französischen Webzine Blastpheme zu den 20 besten Veröffentlichungen des Jahres gerechnet. Es sei ein „bezaubernder, von Magie durchdrungener Sludge für Liebhaber von Candlemass oder The Oath, die nach etwas noch Dunklerem, noch Schwererem suchen.“ Die Promotion des Albums fiel aufgrund der Schutzmaßnahmen gegen die Auswirkungen der COVID-19-Pandemie gering aus. Vereinzelt trat Blóð in Frankreich, darunter Brest, Audierne und Paris auf. Im Jahr 2022 folgte eine Veröffentlichung des Albums als Langspielplatte über Interstellar Smoke Records.
Im Juni 2024 folgte das dritte Studioalbum Mara über das österreichische Label Talheim Records. Wie die vorherigen Veröffentlichungen wurde auch Mara hoch gelobt. Es sei ein „starkes drittes Album einer Band, die mit dieser Qualität durchaus die Chance hat als Genre Primus durchstarten zu können oder gar wird.“ Als besonders „kühnes und kraftvolles Werk“ habe das Album das Potential „über den Erfolg der Band zu entscheiden.“ „Von der technischen Versiertheit bis hin zu Melodien, von denen selbst so manche Band nur träumen“ könne, sei alles notwendige für einen verdienten Erfolg enthalten. Weitreichende Änderungen im Stil nahm die Band indes nicht vor. Die Grundidee der vorherigen Veröffentlichungen „wurde lediglich verfeinert“ und in der Intensität gesteigert.

## Stil
Die Musik von Blóð gilt als moderne Stilvariation aus der düsteren Atmosphäre des Black Metal mit einem musikalischen Grundgerüst aus Grunge, Doom Metal und Sludge. Das Ergebnis besteche dabei mit „Originalität“. Der Gesang variiere zwischen „melancholisch und eher rockig“ mit gelegentlicher Ähnlichkeit zu Courtney Love und Chelsea Wolfe, was „der Band etwas mehr Seele verleiht“. Damit nehme der Gesang „den Zuhörer mit auf eine emotionale Reise, wobei [Anna Wegrich] ihre Stimme zum einen sanft und zart, zum anderen rockig und schreiend, mitunter sogar mit Punkattitüde einsetzt.“

„Einen Vergleich mit einer anderen Band kann ich nur schwerlich ziehen, was wohl eher als positives Zeichen zu sehen ist, da es für eine gewisse Einzigartigkeit spricht.“

Andererseits wurde der Klang der Band mit jenem von Messa verglichen. So wirke das Debüt „auf den ersten Eindruck wie ein Messa-Klon“ hebe sich jedoch von dieser Vergleichsgröße ab und erscheine gegen Messa gehalten „dreckig, diabolisch, nocturnal, diffus und urban.“ Das Gitarrenspiel zeige sich doomig, modern und technisch. Sei jedoch mit modernem Groove, unkonventionellen Effekten besonders Rhythmusbetont und stünde weniger im Zentrum der Wahrnehmung. Auch das Schlagzeug und gelegentliches Sampling ordnen sich der Atmosphäre unter und bieten dem Gesang von Anna Wegrich Raum.

## Diskografie
- 2020: Blóð (Album, MusikÖEye)
- 2021: Serpent (Album, Malpermesita Records/Interstellar Smoke Records)
- 2024: Mara (Album, Talheim Records)